# Le Royaume de la lumière
Pour plus de détails, voir Fiche technique et Distribution.
Le Royaume de la lumière est un film documentaire français écrit et réalisé par l'écrivain Olivier Weber, sorti en 2020, produit par Bo Travail, Voyage et France Télévisions. 

## Synopsis
Accompagné d’un ami qui a perdu la vue et d’un prince local, l’écrivain-voyageur Olivier Weber est reparti pour une expédition en Himalaya. Depuis Pokhara, au Népal, il s’agit de relier un royaume oublié, le Mustang, un « petit Tibet » sans la tutelle de la Chine et à la culture bouddhiste protégée,.
Pendant plusieurs semaines, Olivier Weber et ses compagnons marchent dans les hautes vallées de l’Himalaya et franchissent plusieurs cols entre 4 000 et 5 000 m. L’objectif est de rencontrer les habitants du Mustang peuplé de 6 000 âmes, paysans, moines, nomades. 

## Fiche technique
- Titre : Le Royaume de la lumière
- Réalisation :	Olivier Weber
- Scénario : Olivier Weber
- Photographie : Pierre Petit
- Montage : Cécile Perroud
- Producteur : Bo Travail, Voyage et France Télévisions
- Société de production : Bo Travail, Voyage et France Télévisions
- Société de distribution : Voyage, France 5[5]
- Pays d'origine :   France
- Langue de tournage : : français, anglais, népalais, tibétain
- Format : Couleur Son : DTS Dolby Digital
- Genre : Film documentaire
- Durée : 52 minutes
- Dates de sortie :
  -  France : 2020

## Festival
- Festival Étonnants Voyageurs[6]
- Festival Le Grand Bivouac[7],[8]
- Festival de l'Aventure[9],[10]
- Festival Là-Bas, Vu d'Ici[11]
- Salon international du livre de montagne de Passy.